# Óscar Ramírez Martín
Óscar Ramírez Martín (La Bisbal del Ampurdán, Gerona, Cataluña, España, 1 de marzo de 1984) es un futbolista español que juega como lateral derecho en el Real Club Recreativo de Huelva de la Segunda División B de España.

## Biografía
Su debut en el CF Palafrugell serviría como trampolín para fichar por la UE Figueres dos años antes de que Miapuesta se convirtiese en accionista mayoritario del club, campaña justo en la que el defensa bisbalenc firmó por el CF Badalona, en el que estuvo un año antes de ir a probar fortuna con el Sevilla Atlético. Dos años después, sin embargo, retornaría al equipo de Badalona, con el que terminaría jugando el Play off de ascenso a Segunda División sin éxito, para fichar ese mismo verano por el CE Sabadell.
Durante las temporadas 2013/14 y 2014/15 militó en la Ponferradina, también en la categoría plata del fútbol español, disputando 31 y 27 encuentros, respectivamente.
En la temporada 2016-17 jugaría en las filas de la SD Huesca, en donde disputó 21 partidos en Segunda División.
En 2016, firmaría por el F.C. Cartagena en el que jugaría durante tres temporadas, en las que disputó más de 100 partidos y donde sería uno de los capitanes del conjunto blanquinegro, quedándose en varias ocasiones muy cerca de ascender a la Segunda División.
En agosto de 2019, el Recreativo de Huelva y el jugador llegan a un acuerdo para que el lateral derecho catalán defienda la camiseta del Decano durante una temporada.